# Oskar Farenholc
Oskar Czesław Farenholc Franz Henzel vel John Oskar Kennedy vel Jerzy Stawicki vel Wacław Sławicki, pseud.: Sum, Rosomak (ur. 1 stycznia 1918 w Kijowie, zamordowany 5 kwietnia 1945 w KL Mauthausen-Gusen) – porucznik artylerii Wojska Polskiego, Polskich Sił Zbrojnych i Armii Krajowej, cichociemny.

## Życiorys
Był synem Ludwika, lekarza, i Wandy z domu Oleckiej. Po uzyskaniu matury w Gimnazjum Wojciecha Górskiego w Warszawie w 1937 roku wstąpił ochotniczo do Szkoły Podchorążych Artylerii w Zambrowie, a następnie Szkoły Podchorążych Artylerii Przeciwlotniczej w Trauguttowie koło Brześcia nad Bugiem (do sierpnia 1939 roku).
We wrześniu 1939 roku służył w III batalionie Centrum Wyszkolenia Artylerii. 19 września przekroczył granicę polsko-węgierską. W październiku 1939 roku znalazł się we Francji, gdzie do czerwca 1940 roku służył w ośrodku artylerii przeciwlotniczej w Saint-Nazaire. Następnie przebywał w Wielkiej Brytanii, służąc w obsadzie pociągu pancernego „E” i w 1 dywizjonie artylerii przeciwlotniczej.
Zgłosił się do służby w kraju. Przeszkolony jako cichociemny, ze specjalnością w wywiadzie. Ukończył Oficerski Kurs Doskonalący Administracji Wojskowej (kamuflaż polskiej szkoły wywiadu) oraz m.in. kurs spadochronowy. Zaprzysiężony 29 grudnia 1942 roku i przydzielony do Oddziału VI Sztabu Naczelnego Wodza.
Został zrzucony do Polski w nocy z 13 na 14 marca 1943 roku w ramach operacji lotniczej o kryptonimie Tile z samolotu „Halifax” DT-725 „J” ze 138 dywizjonu RAF na placówkę odbiorczą „Olcha”, znajdującą się 9 km od Kielc. Razem z nim skoczyli cichociemni: por. Janusz Prądzyński ps. Trzy, ppor. Jan Rostworowski ps. Mat, ppor. Edwin Scheller-Czarny ps. Fordon. Dostał przydział do wywiadu ofensywnego Oddziału II Komendy Głównej AK jako oficer referatu „Zachód”.
6 października 1943 roku został ranny w czasie przypadkowej strzelaniny w rejonie Alei Szucha 12 w Warszawie i w następstwie aresztowany przez SD pod nazwiskiem Franz Henzel vel Jerzy Stawicki. Dotąd sądzono, że po śledztwie, które trwało do lipca 1944 roku został prawdopodobnie wywieziony z Pawiaka do Groß-Rosen. Według ustaleń portalu elitadywersji.org, dokonanych w czerwcu 2022 roku, w wyniku kwerendy w Arolsen Archives, największym na świecie archiwum niemieckich zbrodni, jako John Oskar Kennedy został wywieziony do obozu koncentracyjnego  KL Mauthausen – prawdopodobnie tam zginął po 15 grudnia 1944 roku. Świadczą o tym archiwalne dokumenty opublikowane na tym portalu.  
13 września 2023 roku, dzięki kwerendzie przeprowadzonej przez dr. Bartłomieja Szyprowskiego w Mauthausen Memorial, przy udziale portalu elitadywersji.org uzyskano informację z bazy danych, iż wg relacji czeskiego współwięźnia (Milos Stransky) Oskar Farenholc jako John Kennedy co najmniej trzy miesiące pracował jako polityczny więzień w karnej kompanii przy transporcie bloków granitu z kamieniołomu. Miesiąc przed wyzwoleniem został zamordowany w tym obozie koncentracyjnym 5 kwietnia 1945 roku. Informację z Mauthausen Memorial oraz relację współwięźnia opublikowano na portalu.

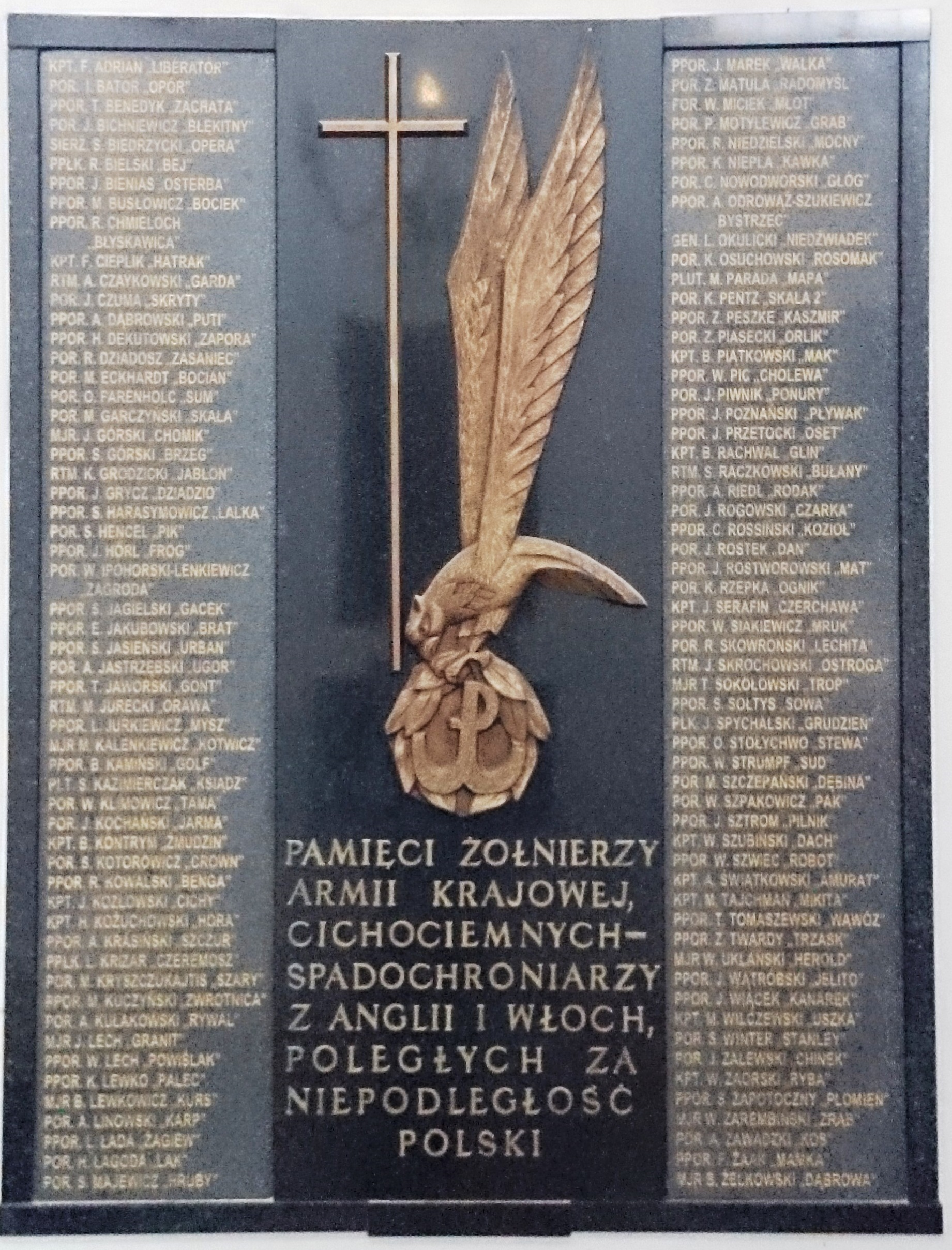
Tablica w kościele św. Jacka w Warszawie, upamiętniająca poległych cichociemnych, w tym Oskara Fahrenholca

## Awanse
- podporucznik – ze starszeństwem z dniem 1 września 1939 roku
- porucznik – ze starszeństwem z dniem 1 stycznia 1943 roku.

## Odznaczenia
- Krzyż Walecznych – czterokrotnie.

## Upamiętnienie
W lewej nawie kościoła św. Jacka przy ul. Freta w Warszawie odsłonięto w 1980 roku tablicę Pamięci żołnierzy Armii Krajowej, cichociemnych – spadochroniarzy z Anglii i Włoch, poległych za niepodległość Polski. Wśród wymienionych 110 poległych cichociemnych jest Oskar Fahrenholc.